# Димитър Пиронков (общественик)
Вижте пояснителната страница за други личности с името Димитър Пиронков.
Димитър Георгиев Пиронков е български учител и общественик в град Копривщица.

## Биография
Роден на 5 март 1940 г. в семейство на юристи в град София. В периода 1948 – 1962 г. семейството е изселено по политически причини в Червен бряг, където завършва средно образование. През 1967 г. завършва Философско-историческия факултет на Софийския държавен университет.
От 1967 до 1972 г. е учител по история в СОУ „Любен Каравелов“ в Копривщица. От 1972 до 1987 г. е назначен за директор на Дирекция на музеите в града. Основният му принос са създадените по негова инициатива основен, научен и спомагателен фондове и цялостна картотека към фондо –  и архивохранилището, свързани с музеите и паметниците на културата в града.
Димитър Пиронков е автор на редица изследвания, пътеводители и дипляни, свързани с музеите и града. Изготвя концепции, тематични структури и тематични и експозиционни планове на музейните обекти. По негова инициатива се провеждат конференции, сесии и родови срещи, юбилейни тържества, свързани с историята и бита на копривщенци. Награден е със значка на Комитета за Култура, паметните медали „100 години от Априлското въстание“, „100 години от Освобождението на България“ и „1300 години българска държава“, медал „Кирил и Методий“II степен. Награден е и с медал на „Дружеството за разпространение на научни знания“.
От 1986 г. до пенсионирането си е експерт, главен експерт и началник отдел в Министерство на културата. През 2010 г. за приноса му към град Копривщица и във връзка със 70-годишнината му е удостоен със званието Почетен гражданин на град Копривщица.